# Таараб
Таараб (англ. Taarab) — музичний жанр, популярний у Танзанії та Кенії. На нього впливають музичні традиції Великих африканських озер, Північної Африки, Близького Сходу та Індійського субконтиненту . Таараб піднявся на чільне місце в 1928 році з появою першої зірки жанру, Сіті Бінті Саад.
Згідно з місцевою легендою, таараб розпочав султан Сейїд Баргаш бен Саїд (1870—1888). Він насолоджувався розкішним та ситим життя. Саме цей правитель ініціював таараб в Занзібарі, а згодом він поширився по всьому регіону Великих африканських озер. Султан імпортував ансамбль таарабів з Єгипту, щоб грати у своєму палаці Бейт-ель-Аджаб. Згодом він вирішив відправити до Єгипту Мохамеда Ібрагіма для вивчення музики, а також навчився грати на кануні. Після повернення він створив оркестр Занзібар Таараб. У 1905 році було засновано друге музичне товариство Занзібара, музичний клуб Ikwhani Safaa, який продовжує процвітати і сьогодні.  
Музичний клуб Ikwhani Safaa and Culture (заснований у 1958 р.) Залишаються провідними оркестрами таарабів Занзібару.
Слово таараб — запозичене слово з арабської. Арабське слово طرب означає «радіти музиці».

## Провідні співаки таараба
- Джума Бхало, з Момбаси
- Сіті Бінті Саад, із Занзібару
- Мохамед Ісса Хаджі «Матона», із Занзібару
- Саїда Каролі, з Танзанії
- Бі Кідуде, із Занзібару
- Asha Abdow Saleebaan «Malika», співачка Баджуні з Сомалі
- Зухура Свале, з Момбаси